# Simulador de entrenamiento de despachadores
Un simulador de entrenamiento de despachadores (Dispatcher training simulator, DTS), también conocido como simulador de entrenamiento de operadores (Operator training simulator, OTS), es un sistema de entrenamiento por computadora para operadores (conocidos como despachadores) de redes eléctricas. Desempeña esta función simulando el comportamiento de la red eléctrica que forma el sistema de energía en diversas condiciones de operación y su respuesta a las acciones de los despachadores. Por lo tanto, los despachadores estudiantiles pueden desarrollar sus habilidades de exposición no solo a operaciones de rutina sino también a situaciones operativas adversas sin comprometer la seguridad de suministro en un sistema de transmisión real.

## Descripción
Las primeras simulaciones modelaron el sistema de transmisión con bancos de computadoras analógicas conectadas mediante representaciones reducidas de las líneas de interconexión. El operador simularía el funcionamiento de los interruptores automáticos operando físicamente sus réplicas en miniatura.  A medida que los sistemas de transmisión crecían en tamaño y complejidad, ya no podían representarse adecuadamente de esta manera, y las simulaciones computarizadas pasaron a primer plano. 
Un DTS moderno combina o simula los siguientes elementos:
- Un sistema de gestión energética (EMS): un sistema informático para controlar una red eléctrica. El EMS permite el funcionamiento remoto de equipos eléctricos, como interruptores automáticos o transformadores .  También recibe información transmitida a un centro de control de electricidad, como el estado del equipo o la notificación de alarmas. La interfaz de usuario normalmente muestra el estado del sistema de transmisión en diagramas de una línea computarizados con puntos controlables para la operación simulada de la planta, como interruptores automáticos o cambiadores de tomas de transformadores .
- Un sistema SCADA (control de supervisión y adquisición de datos), que proporciona la recopilación y asimilación de datos de las subestaciones y transmite las instrucciones del operador a la misma planta.
- Un estudio de flujo de carga para calcular los flujos de energía y los voltajes en el sistema de transmisión y modelar sus respuestas a las perturbaciones, como los viajes de línea, la acción del relé y la discrepancia entre la demanda y el generador .  El modelo normalmente se extenderá a los límites de la región de interés del operador del sistema, e incluirá representaciones de plantas como líneas , generadores , transformadores , disyuntores y condensadores. Opcionalmente, el comportamiento (sub) transitorio del sistema también puede ser modelado.[4]
- El sistema también puede proporcionar facilidades para modelar y optimizar el despacho económico de unidades generadoras. Las características y los límites dinámicos de cualquier generación, en particular su regulación de voltaje, la generación máxima y la tasa de cambio de la producción generalmente se incorporan.

## Operación
Un cliente compra frecuentemente un DTS (como un operador de un sistema de transmisión ) al mismo tiempo y del mismo fabricante que un sistema de administración de energía, y generalmente está diseñado para imitarlo lo más cerca posible. Los escenarios operativos se crean en el DTS para representar el sistema de transmisión del operador en una variedad de condiciones. Estas pueden representar condiciones normales de operación, o estar especialmente diseñadas para evaluar las respuestas del estudiante a circunstancias adversas, como viajes frecuentes en línea durante condiciones climáticas severas.  El DTS es administrado por un equipo de instructores, que seleccionan escenarios y simulan eventos operativos, monitoreando las acciones de los aprendices en respuesta
Los escenarios también pueden representar circunstancias que el operador del sistema espera que nunca ocurran, como el apagado completo del sistema , y permitirle desarrollar estrategias para la restauración del servicio (conocido como inicio en negro).
Las deficiencias en la capacitación de operadores se identificaron como una causa contributiva del apagón en América del Norte en 2003, un factor similar conectado a fallas eléctricas anteriores. El grupo de trabajo conjunto de EE. UU. y Canadá que investigó el incidente recomendó periodos obligatorios de tiempo de simulación para los operadores y la validación de los modelos con respecto a las características reales del sistema.
Para permitir que el simulador de entrenamiento responda de la manera más realista posible a las acciones del estudiante, el estudio de flujo de potencia en su núcleo debe ejecutarse con frecuencia, como cada pocos segundos. La simulación puede modelar redes eléctricas que constan de muchos miles de nodos y que contienen varios cientos de unidades generadoras. 